# N-Propylphenole
| Gefahrensymbol |

| Gefahrensymbol | Gefahrensymbol |

| Gefahrensymbol |

Die n-Propylphenole bilden in der Chemie eine Stoffgruppe, die sich sowohl vom Phenol als auch vom n-Propylbenzol ableitet. Die Struktur besteht aus einem Benzolring mit angefügter Hydroxygruppe (–OH) und n-Propylgruppe (–CH2–CH2–CH3) als Substituenten. Durch deren unterschiedliche Anordnung ergeben sich drei Konstitutionsisomere mit der Summenformel C9H12O.

## Eigenschaften
3-n-Propylphenol gibt mit Eisen(III)-chlorid in Ethanol eine grüne Färbung, in Wasser eine bläuliche Färbung. Durch Methylierung mit Dimethylsulfat bilden sich die Methylether, die n-Propylanisole.